# Синицынское сельское поселение
Синицынское се́льское поселе́ние (укр. Синицинське сільське поселення, крымскотат. Баракъ кой юрту, Baraq köy yurtu) — муниципальное образование в Кировском районе Республики Крым России, в степном Крыму, на побережье  Сиваша.
Административный центр — село Синицыно.

## История
В 1968 году был создан Синицынский сельский совет.
Сельское поселение образовано в соответствии с законом Республики Крым от 5 июня 2014 года.

## Население
| 2001  | 2014  | 2015  | 2016  | 2017  | 2018  | 2019  |
| ----- | ----- | ----- | ----- | ----- | ----- | ----- |
| 2100  | ↘1610 | ↗1613 | ↗1626 | ↘1607 | ↘1590 | ↗1593 |
| 2020  | 2021  |       |       |       |       |       |
| ↗1605 | ↘1589 |       |       |       |       |       |

## Состав сельского поселения
| № | Населённый пункт | Тип населённого пункта       | Население |
| - | ---------------- | ---------------------------- | --------- |
| 1 | Синицыно         | село, административный центр | ↘1142     |
| 2 | Васильковое      | село                         | ↘281      |
| 3 | Красновка        | село                         | ↘187      |